# Alexander Hutchings
Alexander „Alex“ Hutchings (* 20. Mai 1991 in Jersey) ist ein englischer Badmintonspieler. 

## Karriere
Alexander Hutchings startete 2009 und 2011 bei den Island Games. 2014 repräsentierte er seinen Verband bei den Commonwealth Games, wobei er in allen vier möglichen Disziplinen am Start war. Mit dem Team wurde er in der Vorrunde Gruppenzweiter. Im Doppel, im Mixed und im Einzel belegte er Rang 33.